# Coppa delle nazioni oceaniane
La Coppa delle nazioni oceaniane (in inglese OFC Nations Cup) è il campionato oceaniano di calcio per squadre nazionali. Organizzata dalla Oceania Football Confederation, fu istituita nel 1973 e da allora se ne sono tenute undici edizioni a cadenza irregolare.
Il torneo è stato storicamente appannaggio di Nuova Zelanda (6 vittorie) e Australia (4 vittorie). Quest'ultima, tuttavia, dal 2006 è affiliata alla confederazione calcistica asiatica e da allora non partecipa più a questa competizione. L'unica eccezione nel palmarès è rappresentata da Tahiti, che ha trionfato nell'edizione del 2012.
Campione uscente del torneo è la Nuova Zelanda, unica squadra ad avere preso parte a tutte le edizioni finora tenutesi. Samoa Americane e Tonga sono le uniche 2 nazionali affiliate sia alla FIFA sia alla OFC a non essersi mai qualificate alla fase finale del torneo.

## Storia

### Prime edizioni
Il primo torneo si tenne in Nuova Zelanda nel 1973 con il nome di Oceania Cup, si svolse senza alcun turno di qualificazione e fu vinto dalla Nuova Zelanda, squadra ospitante del torneo, in finale contro Tahiti. Il torneo fu caratterizzato dall'assenza della selezione australiana e la partecipazione di alcune nazionali non affiliate alla FIFA, come le Nuove Ebridi, che sarebbero in seguito diventate Vanuatu.
La seconda edizione avrebbe dovuto tenersi a Figi nel 1977, ma fu rimandata di tre anni e si svolse solo nel 1980 in Nuova Caledonia, al tempo non affiliata alla FIFA. Il torneo fu vinto dall'Australia, che sconfisse Tahiti per 4-2. Anche questa seconda edizione, come quella inaugurale, non vide alcun turno di qualificazione. 

### Ritorno della competizione
Dopo l'edizione del 1980 il torneo fu interrotto e solo nel 1996, quando la OFC ottenne lo status di confederazione dalla FIFA, fu reintrodotto con il nome di OFC Nations Cup, servendo principalmente come torneo di qualificazione alla Confederations Cup. La nuova edizione dopo 16 anni di assenza fu vinta dall'Australia, che sconfisse nuovamente Tahiti nella finale di andata e ritorno con un punteggio complessivo di 11-0 e si qualificò per la FIFA Confederations Cup 1997.
Una nuova edizione si svolse due anni dopo, con sei nazioni partecipanti e ospitata dall'Australia, che perse in finale contro la Nuova Zelanda. In questa edizione l'australiano Damian Mori segnò 10 reti, tuttora record per la competizione.
La quinta edizione del torneo si tenne a Tahiti nel 2000 e ripresentò una finale tra neozelandesi e australiani, con questi ultimi che vinsero 2-0 e ottennero la qualificazione per la FIFA Confederations Cup 2001. Il torneo fu caratterizzato anche dal ritiro di Figi a causa della guerra civile nel paese, che fu sostituito da Vanuatu.
L'edizione 2002, tenuta in Nuova Zelanda, vide 8 squadre al via, e per la terza volta consecutiva vide un finale tra Nuova Zelanda e Australia, con quest'ultima nazionale che fu scossa da una serie di problemi economici, al punto che i giocatori dovettero pagare la trasferta di tasca propria, e questo portò alla rinuncia da parte di gran parte dei giocatori che giocavano nei campionati europei. Il torneo fu vinto dalla Nuova Zelanda.
L'edizione 2004 fu ospitata dall'Australia e funse anche da qualificazione per i Mondiali 2006. Delle sei squadre partecipanti, ad arrivare in finale furono i padroni di casa e Vanuatu, sconfitta sonoramente in entrambe le gare di finale. Si tratta questa dell'ultima edizione che vide l'Australia come partecipante, dal momento che la federazione australiana nel 2006 decise di lasciare la OFC per affiliarsi alla Asian Football Confederation, e dell'ultima edizione giocata con un intervallo di due anni, dal momento che la cadenza iniziò ad essere quadriennale.

### Nuova era
L'edizione 2008 fu la prima a non vedere l'Australia tra i partecipanti e vide un primo meccanismo di qualificazione, rappresentato dai Giochi del Pacifico 2007, vinti dalla Nuova Caledonia. Il torneo, che funse anche da qualificazione per i Mondiali 2010 e che non ebbe una nazione ospitante, fu vinto dalla Nuova Zelanda, che sconfisse in finale la Nuova Caledonia.
L'edizione 2012 avrebbe dovuto giocarsi a Figi, ma il diritto gli fu revocato in seguito ad una disputa legale tra il segretario generale dell'OFC Tai Nicholas e le autorità figiane. Il torneo fu ospitato quindi dalle Isole Salomone e fu vinto da Tahiti, che sconfisse in finale la Nuova Caledonia interrompendo il dominio di Australia e Nuova Zelanda. Il torneo fece anche da meccanismo di qualificazione per i Mondiali 2014.
L'edizione del 2020, che si sarebbe dovuta giocare in Nuova Zelanda, fu annullata a causa della Pandemia di COVID-19 e il torneo è ricominciato nel 2024, ospitato da Vanuatu e vinto dalla Nuova Zelanda. La competizione non ha avuto funzione di torneo di qualificazione per la Coppa del Mondo, diversamente dalle edizioni precedenti.

## Formato
Le prime due edizioni non avevano alcun turno preliminare. A partire dal 1996 fu adottato un cambio nel formato: Australia e Nuova Zelanda ottenevano la qualificazione d'ufficio, mentre gli altri posti erano assegnati sulla base dei risultati della Coppa della Polinesia e della Coppa della Melanesia, competizioni regionali nel panorama oceaniano.
In seguito alla cancellazione della Coppa della Melanesia (seguita pochi mesi più tardi dalla sua omologa Polinesiana), nel 2002 il formato della competizione cambiò nuovamente: le 12 squadre affiliate alla OFC venivano ordinate in base al ranking FIFA, con le prime sei che ottenevano la qualificazione automatica, e le ultime sei che giocavano un girone che assegnava gli ultimi due slot per la competizione.
Nel 2004 ci fu un nuovo cambio di formato, tornando a quello introdotto nel 1996: Australia e Nuova Zelanda erano qualificate d'ufficio, mentre le restanti 10 squadre erano divisi in due gironi che assegnavano gli slot rimanenti nella competizione.
Con la crescita di interesse verso il calcio nei Giochi del Pacifico, il formato fu cambiato nel 2008, con le tre medagliate che raggiungevano la Nuova Zelanda nel torneo.
| Edizione | Squadre | Formato                                 |
| -------- | ------- | --------------------------------------- |
| 1973     | 5       | girone unico con finale e finalina      |
| 1980     | 8       | due gironi da 4 con finale e finalina   |
| 1996     | 4       | semifinali e finale di andata e ritorno |
| 1998     | 6       | due gironi da 3 con semifinali e finale |
| 2000     | 6       | due gironi da 3 con semifinali e finale |
| 2002     | 8       | due gironi da 4 con semifinale e finale |
| 2004     | 6       | girone unico con finale e finalina      |
| 2008     | 4       | girone unico                            |
| 2012     | 8       | due gironi da 4 con semifinale e finale |
| 2016     | 8       | due gironi da 4 con semifinale e finale |
| 2024     | 8       | due gironi da 4 con semifinale e finale |

## Albo d'oro
La finale per il terzo posto non era prevista per le edizioni 1996 e 2016.
| Coppa delle nazioni oceaniane | Coppa delle nazioni oceaniane | Coppa delle nazioni oceaniane | Coppa delle nazioni oceaniane | Coppa delle nazioni oceaniane | Coppa delle nazioni oceaniane  | Coppa delle nazioni oceaniane  | Coppa delle nazioni oceaniane  | Coppa delle nazioni oceaniane |
| ----------------------------- | ----------------------------- | ----------------------------- | ----------------------------- | ----------------------------- | ------------------------------ | ------------------------------ | ------------------------------ | ----------------------------- |
| Anno                          | Paese Ospitante               |                               | Finale                        | Finale                        | Finale                         | Finale per il terzo posto      | Finale per il terzo posto      | Finale per il terzo posto     |
| Anno                          | Paese Ospitante               | Campione                      | Risultato                     | 2º posto                      | 3º posto                       | Risultato                      | 4º posto                       |                               |
| 1973                          | Nuova Zelanda                 | Nuova Zelanda                 | 2 - 0                         | Tahiti                        | Nuova Caledonia                | 2 - 1                          | Nuove Ebridi                   |                               |
| 1980                          | Nuova Caledonia               | Australia                     | 4 - 2                         | Tahiti                        | Nuova Caledonia                | 2 - 1                          | Figi                           |                               |
| 1996                          | Itinerante                    | Australia                     | 6 - 0 (and.) 5 - 0 (rit.)     | Tahiti                        | Nuova Zelanda Isole Salomone   | Nuova Zelanda Isole Salomone   | Nuova Zelanda Isole Salomone   |                               |
| 1998                          | Australia                     | Nuova Zelanda                 | 1 - 0                         | Australia                     | Figi                           | 4 - 2                          | Tahiti                         |                               |
| 2000                          | Polinesia francese            | Australia                     | 2 - 0                         | Nuova Zelanda                 | Isole Salomone                 | 2 - 1                          | Vanuatu                        |                               |
| 2002                          | Nuova Zelanda                 | Nuova Zelanda                 | 1 - 0                         | Australia                     | Tahiti                         | 1 - 0                          | Vanuatu                        |                               |
| Anno                          | Paese Ospitante               | Finale                        | Finale                        | Finale                        | Classifica finale              | Classifica finale              | Classifica finale              |                               |
| Anno                          | Paese Ospitante               | Campione                      | Risultato                     | 2º posto                      | 3º posto                       | 4º posto                       | 4º posto                       |                               |
| 2004                          | Australia                     | Australia                     | 5 - 1 (and.) 6 - 0 (rit.)     | Isole Salomone                | Nuova Zelanda                  | Figi                           | Figi                           |                               |
| Anno                          | Paese ospitante               | Classifica finale             | Classifica finale             | Classifica finale             | Classifica finale              | Classifica finale              | Classifica finale              |                               |
| Anno                          | Paese ospitante               | Campione                      | 2º posto                      | 2º posto                      | 3º posto                       | 4º posto                       | 4º posto                       |                               |
| 2008                          | Itinerante                    | Nuova Zelanda                 | Nuova Caledonia               | Nuova Caledonia               | Figi                           | Vanuatu                        | Vanuatu                        |                               |
| Anno                          | Paese Ospitante               | Finale                        | Finale                        | Finale                        | Finale per il terzo posto      | Finale per il terzo posto      | Finale per il terzo posto      |                               |
| Anno                          | Paese Ospitante               | Campione                      | Risultato                     | 2º posto                      | 3º posto                       | Risultato                      | 4º posto                       |                               |
| 2012                          | Isole Salomone                | Tahiti                        | 1 - 0                         | Nuova Caledonia               | Nuova Zelanda                  | 4 - 3                          | Isole Salomone                 |                               |
| 2016                          | Papua Nuova Guinea            | Nuova Zelanda                 | 0 - 0 (dts) 4 - 2 (dtr)       | Papua Nuova Guinea            | Nuova Caledonia Isole Salomone | Nuova Caledonia Isole Salomone | Nuova Caledonia Isole Salomone |                               |
| 2020                          | Nuova Zelanda                 | Annullata                     | Annullata                     | Annullata                     | Annullata                      | Annullata                      | Annullata                      |                               |
| 2024                          | Figi e Vanuatu                | Nuova Zelanda                 | 3 - 0                         | Vanuatu                       | Tahiti                         | 2 - 1                          | Figi                           |                               |

## Medagliere
| Squadra              | Vittorie | Secondi posti | Terzi posti | Quarto Posto | Semifinalista | Totale podi | Totale piazzamenti nei primi quattro posti | Edizioni vinte                     | Partecipazioni |
| -------------------- | -------- | ------------- | ----------- | ------------ | ------------- | ----------- | ------------------------------------------ | ---------------------------------- | -------------- |
| Nuova Zelanda        | 6        | 1             | 3           | -            | 1             | 11          | 11                                         | 1973, 1998, 2002, 2008, 2016, 2024 | 11             |
| Australia1           | 4        | 2             | -           | -            | -             | 6           | 6                                          | 1980, 1996, 2000, 2004             | 6              |
| Tahiti               | 1        | 3             | 2           | 1            | -             | 6           | 7                                          | 2012                               | 10             |
| Nuova Caledonia      | -        | 2             | 3           | -            | 1             | 6           | 6                                          | -                                  | 6              |
| Vanuatu Nuove Ebridi | -        | 1             | -           | 4            | -             | 1           | 4                                          | -                                  | 10             |
| Isole Salomone       | -        | 1             | 3           | 1            | 2             | 6           | 7                                          | -                                  | 7              |
| Papua Nuova Guinea   | -        | 1             | -           | -            | -             | 1           | 1                                          | -                                  | 4              |
| Figi                 | -        | -             | 2           | 3            | -             | 2           | 5                                          | -                                  | 9              |

1 dal 2006 non più membro OFC

### Ultimo titolo
- Nuova Zelanda: 2024
- Tahiti: 2012
- Australia1:2004

1 dal 2006 non più membro OFC

### Primo titolo
- Nuova Zelanda: 1973
- Australia: 1980
- Tahiti: 2012

## Partecipazioni e prestazioni nelle fasi finali
| Nazionale            | 1973 | 1980 | 1996 | 1998 | 2000 | 2002 | 2004 | 2008 | 2012 | 2016 | 2024 | Partecip. | Vittorie |
| -------------------- | ---- | ---- | ---- | ---- | ---- | ---- | ---- | ---- | ---- | ---- | ---- | --------- | -------- |
| Nuova Zelanda        | 1°   | 1T   | SF   | 1°   | 2°   | 1°   | 3°   | 1°   | 3°   | 1°   | 1°   | 11        | 6        |
| Australia1           | -    | 1°   | 1°   | 2°   | 1°   | 2°   | 1°   | -    | -    | -    | -    | 6         | 4        |
| Tahiti               | 2°   | 2°   | 2°   | 4°   | 1T   | 3°   | 5°   | -    | 1°   | 1T   | 3°   | 10        | 1        |
| Vanuatu Nuove Ebridi | 4°   | 1T   | -    | 1T   | 4°   | 4°   | 6°   | 4°   | 1T   | 1T   | 2°   | 10        | -        |
| Figi                 | 5°   | 4°   | -    | 3°   | -    | 1T   | 4°   | 3°   | 1T   | 1T   | 4°   | 9         | -        |
| Isole Salomone       | -    | 1T   | SF   | -    | 3°   | 1T   | 2°   | -    | 4°   | SF   | 1T   | 8         | -        |
| Nuova Caledonia      | 3°   | 3°   | -    | -    | -    | 1T   | -    | 2°   | 2°   | SF   | Rit. | 6         | -        |
| Papua Nuova Guinea   | -    | 1T   | -    | -    | -    | 1T   | -    | -    | 1T   | 2°   | 1T   | 5         | -        |
| Isole Cook           | -    | -    | -    | 1T   | 1T   | -    | -    | -    | -    | -    | -    | 2         | -        |
| Samoa                | -    | -    | -    | -    | -    | -    | -    | -    | 1T   | 1T   | 1T   | 3         | -        |
| Squadre partecipanti | 5    | 8    | 4    | 6    | 6    | 8    | 6    | 4    | 8    | 8    | 7    | Edizioni  | 11       |

Legenda: 1° = Primo classificato, 2° = Secondo classificato, 3° = Terzo classificato, 4° = Quarto classificato, 5° = Quinto classificato, 6° = Sesto classificato, SF = Semifinalista, 1T = Eliminato al primo turno
1 dal 2006 non più membro OFC

### Nazionali mai qualificate
Kiribati,  Niue,  Samoa Americane,  Tonga,  Tuvalu

### Miglior prestazione di ogni squadra
Campione d'Oceania
- 6  Nuova Zelanda (1973, 1998, 2002, 2008, 2016, 2024)
- 4  Australia (1980, 1996, 2000, 2004)
- 1  Tahiti (2012)

Finale
- 2  Nuova Caledonia (2008, 2012)
- 1  Isole Salomone (2004),  Papua Nuova Guinea (2016),  Vanuatu (2024)

Terzo posto
- 2  Figi (1998, 2008)

Primo turno
- 3  Samoa (2012, 2016, 2024)
- 2  Isole Cook (1998, 2000)

### Nazioni ospitanti
| Edizioni | Nazione            | Anno/i     |
| -------- | ------------------ | ---------- |
| 2        | Nuova Zelanda      | 1973, 2002 |
| 2        | Australia          | 1998, 2004 |
| 1        | Nuova Caledonia    | 1980       |
| 1        | Polinesia francese | 2000       |
| 1        | Isole Salomone     | 2012       |
| 1        | Papua Nuova Guinea | 2016       |
| 1        | Figi               | 20241      |
| 1        | Vanuatu            | 20241      |

1Edizione condivisa

### Esordienti
| Anno | Squadre                                                    |
| 1973 | Figi, Nuova Caledonia, Nuova Zelanda, Nuove Ebridi, Tahiti |
| 1980 | Australia, Isole Salomone, Papua Nuova Guinea              |
| 1998 | Isole Cook                                                 |
| 2012 | Samoa                                                      |

### Ultima qualificazione
| Anno | Squadre                                                                         |
| 2024 | Figi, Isole Salomone, Nuova Zelanda, Papua Nuova Guinea, Samoa, Tahiti, Vanuatu |
| 2016 | Nuova Caledonia                                                                 |
| 2004 | Australia1                                                                      |
| 2000 | Isole Cook                                                                      |

1 = dal 2006 non più membro OFC

### Edizioni consecutive da cui una squadra è qualificata
| Num | Squadre                                           |
| 11  | Nuova Zelanda                                     |
| 8   | Vanuatu                                           |
| 6   | Figi                                              |
| 3   | Isole Salomone, Papua Nuova Guinea, Samoa, Tahiti |

## Statistiche

### Marcatori
| Anno | Giocatori                                | Gol |
| ---- | ---------------------------------------- | --- |
| 1973 | Segin Wayewol Alan Marley Erroll Bennett | 3   |
| 1980 | Ian Hunter Eddie Krnčević                | 5   |
| 1996 | Kris Trajanovski                         | 7   |
| 1998 | Damian Mori                              | 10  |
| 2000 | Craig Foster Clayton Zane                | 5   |
| 2002 | Joel Porter                              | 6   |
| 2004 | Tim Cahill Vaughan Coveny                | 6   |
| 2008 | Shane Smeltz                             | 8   |
| 2012 | Jacques Haeko                            | 6   |
| 2016 | Raymond Gunemba                          | 5   |
| 2024 | Roy Krishna                              | 5   |

### MIglior giocatore
| Anno | Giocatore       |
| ---- | --------------- |
| 2012 | Nicolas Vallar  |
| 2016 | David Muta      |
| 2024 | Liberato Cacace |

### Miglior portiere
| Anno | Giocatore        |
| ---- | ---------------- |
| 2012 | Rocky Nyikeine   |
| 2016 | Stefan Marinovic |
| 2024 | Max Crocombe     |

## Record

### Partecipazioni
- Maggior numero di partecipazioni:
  - 11  Nuova Zelanda (1973 - 2024, tutte le edizioni)
- Maggior numero di partecipazioni senza aver mai vinto un titolo:
  - 10  Vanuatu
- Minor numero di partecipazioni avendo vinto almeno un titolo:
  - 6  Australia
- Maggior numero di tentativi falliti di qualificazione:
  - 9  Tonga

### Partite singole
- Finale più frequente tra 2 squadre:
  - 3  Australia -  Nuova Zelanda (1998, 2000, 2002)
- Scarto di gol più ampio, maggior numero di gol segnati e subiti:
  - 17  Australia -  Isole Cook 17-0 (2000)
- Maggior numero di marcatori in una partita e di una squadra:
  - 9  Australia - Isole Cook 17-0 (2000)
- Maggior numero di triplette:
  - 3  Australia - Isole Cook 16-0 (1998)

### Giocatori
- Maggior numero di gol in un'edizione:
  - 10 Damian Mori ( Australia, 1998)
- Maggior numero di gol:
  - 14 Damian Mori ( Australia)
- Maggior numero di gol segnati in una partita:
  - 5 Jacques Haeko ( Nuova Caledonia - Samoa 9-0, 2012)
- Maggior numero di gol subiti in una partita:
  - 17 Tony Jamieson (Australia -  Isole Cook 17-0, 2000)
- Maggior numero di marcatori diversi di una squadra in un'edizione:
  - 12  Australia (2000)
- Tripletta più veloce:
  - 8 minuti (82', 86', 89') Clayton Zane  Australia - Isole Cook 17-0 (2000)

### Piazzamenti
- Titoli consecutivi:
  - 2  Australia (1980, 1996),  Nuova Zelanda (2016, 2024)
- Maggior numero di edizioni consecutive con vincitori diversi:
  - 3  Australia (2004),  Nuova Zelanda (2008),  Tahiti (2012)
- Maggior numero di piazzamenti consecutivi tra i primi 2:
  - 6  Australia (1980, 1996, 1998, 2000, 2002, 2004)
- Maggior numero di piazzamenti consecutivi tra i primi 4:
  - 9  Nuova Zelanda (1996, 1998, 2000, 2002, 2004, 2008, 2012, 2016, 2024)
- Maggior numero di finali disputate:
  - 7  Nuova Zelanda (1973, 1998, 2000, 2002, 2008, 2016, 2024)
- Maggior numero di piazzamenti tra le prime 3:
  - 9  Nuova Zelanda (1973, 1998, 2000, 2002, 2004, 2008, 2012, 2016, 2024)
- Maggior numero di piazzamenti tra le prime 4:
  - 10  Nuova Zelanda (1973, 1996, 1998, 2000, 2002, 2004, 2008, 2012, 2016, 2024)
- Maggior numero di secondi posti:
  - 3  Tahiti (1973, 1980, 1996)
- Maggior numero di edizioni non vinte tra 2 titoli consecutivi:
  - 2  Nuova Zelanda (tra il 1973 e il 1998)
- Maggior numero di edizioni tra 2 piazzamenti tra i primi 2 consecutivi:
  - 5  Tahiti (tra il 1996 e il 2012)
- Maggior numero di edizioni tra 2 piazzamenti tra i primi 4 consecutivi:
  - 2  Figi,  Vanuatu (tra il 2008 e il 2024)
- Campione d'Oceania al debutto (esclusa la prima edizione):
  -  Australia (1980)
- Maggior numero di piazzamenti tra i primi 4 posti senza aver mai vinto un titolo:
  - 5  Isole Salomone (1996, 2000, 2004, 2012, 2016),  Vanuatu (1973, 2000, 2002, 2008, 2024),  Figi (1980, 1998,  2004, 2008, 2024)
- Maggior numero di piazzamenti tra i primi 4 posti senza essersi mai piazzati tra i primi 2 posti:
  - 5  Figi (1980, 1998, 2004, 2008, 2024)
- Maggior numero di passaggi della fase a gironi:
  - 10  Nuova Zelanda (1973, 1996, 1998, 2000, 2002, 2004, 2008, 2012, 2016, 2024)
- Maggior numero di eliminazioni alla fase a gironi:
  - 4  Vanuatu (1980, 1998, 2012, 2016),  Papua Nuova Guinea (1980, 2002, 2012, 2024)
- Maggior numero di passaggi consecutivi della fase a gironi:
  - 9  Nuova Zelanda (1996, 1998, 2000, 2002, 2004, 2008, 2012, 2016, 2024)
- Maggior numero di eliminazioni consecutive alla fase a gironi:
  - 3  Samoa (2012, 2016, 2024)

### Risultati totali
- Maggior numero di partite:
  - 48  Nuova Zelanda
- Maggior numero di vittorie:
  - 36  Nuova Zelanda
- Maggior numero di sconfitte:
  - 28  Vanuatu
- Maggior numero di pareggi:
  - 6  Papua Nuova Guinea,  Tahiti
- Maggior numero di partite giocate senza vittorie:
  - 9  Samoa
- Maggior numero di gol segnati:
  - 142  Australia
- Maggior numero di gol subiti:
  - 93  Vanuatu
- Minor numero di gol segnati:
  - 1  Isole Cook
- Minor numero di gol subiti:
  - 13  Australia

### Allenatori
- Plurivincitori:
  - 2 Frank Farina ( Australia 2000, 2004)